# Jean José Marchand
Pour les articles homonymes, voir Marchand.
Jean José Marchand, né le 14 août 1920 dans le 11e arrondissement de Paris et mort le 8 mars 2011 dans cette même ville, est un journaliste, critique d'art, de cinéma et de littérature.

## Biographie
Il fait ses études secondaires au lycée Voltaire, mais ses études supérieures sont interrompues par la Seconde Guerre mondiale pour laquelle il est engagé volontaire jusqu’à l’Armistice du 22 juin 1940. Jean José Marchand débute alors ses collaborations aux revues littéraires, Poésie 41, Confluences, Les Cahiers du Sud où il rencontre nombre d’écrivains et d’intellectuels dont Simone Weil.
À la Libération, Jean José Marchand écrit notamment dans Franc-Tireur, Combat, puis Le Rassemblement, organe du Rassemblement du peuple français.
Il entre ensuite à l’ORTF où il est chef du service Cinéma de 1959 à 1964. C’est à lui que l’on doit la célèbre série documentaire des Archives du XXe siècle pour la télévision.
Après sa retraite, il continue ses recherches littéraires et donne toujours des articles entre autres à La Quinzaine littéraire et Histoires littéraires.
En 2005, des entretiens avec Jean José Marchand ont été réalisés par Benoît Bourreau, interview de Guillaume Louet, produits par Cati Couteau/INA (durée : 20 heures).
En 2006, un documentaire intitulé Mieux partagés que nous ne sommes, écrit et réalisé par Benoît Bourreau et Guillaume Louet a été consacré à Jean José Marchand (Studio national des arts contemporains, Le Fresnoy).

## Publications
- La Vie aux frontières du poème, essais de prospection poétique, avec un dessin de Hans Hartung, éditions de Minuit, Paris, 1955 ; réédition Slatkine, Genève, 1982, augmentée de quelques poèmes  (ISBN 2050002114)
- Sur “Mon cœur mis à nu” de Baudelaire, éditions de L’Herne, collection Glose, Paris, 1970 ; texte de Baudelaire et commentaire de l’auteur en regard.
- Le Rêveur, éditions Le Rocher, Monaco, 2001  (ISBN 2268038416)
- Paul Morand, entretiens avec Jean José Marchand, éditions La Table Ronde, Paris, 2001  (ISBN 2710324326)
- Montherlant, Jean José Marchand interroge, éditions Jean Michel Place, Archives du XXe siècle, Cahier no 2, Paris, 1980  (ISBN 2-85-893-030-9)
- La Leçon du chat, Éditions de La Différence, Paris, 2010  (ISBN 978-2729119027)
- Écrits critiques 1941-2011, édition établie, présentée et annotée par Guillaume Louet, 2910 p. en 5 vol., coédition Le Félin/Claire Paulhan, coll. « Les Marches du temps », dirigée par Bernard Condominas, Paris, 2011  (ISBN 978-2-86645-773-0)[4] — Prix Fénéon 2012